# Собакинская волость (Казанский уезд)
Собакинская волость (тат. ساباقاي ۋولىٰسىٰ, Сабакай вулысы), после 1920 г. Калининская волость (тат. كالىنىن ۋولىٰسىٰ, Kalinin vulьsь, Калинин вулысы) — административно-территориальная единица в составе Казанского уезда Казанской губернии и Арского кантона Татарской АССР.
В селе Собакино располагалось волостное правление, в селе Высокая Гора — квартира полицейского урядника.
Территория бывшей волости является частью земель Советского района Казани и Высокогорского района РТ.

## География
Волость находилась на западе уезда, граничила на севере со Студёно-Ключинской, Алатской и Чепчуговской волостями, на востоке — с Черемышевской волостью Лаишевского уезда и Кощаковской волостью, на юге — с Воскресенской и Ильинской волостями и на западе — с Каймарской волостью.

## История
Волость была образована не позднее 1870 года.
Не позднее 1920 г. переименована в Калининскую волость. В 1924 г. в укрупнённую Калининскую волость входят части упразднённых Каймарской, Кощаковской и Чепчуговской волостей; в 1927 году 5 селений волости (Щербаковка, Кадышево, Макаровка, Семиозёрная Слобода, Петропавловский) переданы во вновь созданный Воскресенский район.
Упразднена в 1930 году, большая часть волости вошла в состав Казанского района, оставшиеся населённые пункты вошли в состав Дубъязского (селения Мамоново, Лука, Маматово, Мишавка, Садилово, Хохлово, Толмачи, Бимери, Усады, Чубарово, Ильино, Усадское ПО, Новое Мамонино, Сосновка, Тогашево, Кирилловка) и Пестречинского (Приютово, Анненково, Николаевка) районов ТАССР.

## Население
| 1883 | 1885  | 1890  | 1897  | 1914    | 1923  | 1926    |
| ---- | ----- | ----- | ----- | ------- | ----- | ------- |
| 6058 | ↗6378 | ↘6188 | ↗7975 | ↗10 279 | ↘9437 | ↗20 166 |

Национальный состав (1885): русские — 6 378 чел. (100,00%).
Национальный состав (1920, в границах 1925 года): русские — 19 768 чел. (98,02%), чуваши — 232 чел. (1,15%), татары — 122 чел. (0,61%).

### Населённые пункты
| №  | Населённые пункты        | Население (1897 год) | Население (1907 год) | Преобладающая национальность |
| -- | ------------------------ | -------------------- | -------------------- | ---------------------------- |
| 1  | деревня Бимери           | 680                  | 768                  | русские                      |
| 2  | деревня Большие Дербышки | 559                  | 783                  | русские                      |
| 3  | село Высокая Гора        | 947                  | 1049                 | русские                      |
| 4  | деревня Киндери          | 672                  | 751                  | русские                      |
| 5  | деревня Кульсеитово      | 470                  | 456                  | русские                      |
| 6  | деревня Клетни           | 616                  | 565                  | русские                      |
| 7  | деревня Малые Дербышки   | 296                  | 318                  | русские                      |
| 8  | село Мамонино            | 552                  | 557                  | русские                      |
| 9  | деревня Маматово         | 173                  | 189                  | русские                      |
| 10 | деревня Собакино         | 367                  | 399                  | русские                      |
| 11 | деревня Старая Тура      | 484                  | 503                  | русские                      |
| 12 | деревня Троицкая Нокса   | 67                   | 81                   | русские                      |
| 13 | деревня Толмачи          | 294                  | 314                  | русские                      |
| 14 | деревня Тимошкино        | 207                  | 192                  | русские                      |
| 15 | село Усады               | 270                  | 316                  | русские                      |
| 16 | деревня Чубарово         | 329                  | 400                  | русские                      |
| 17 | деревня Шушары           | 203                  | 222                  | русские                      |
| 18 | село Шапши               | 789                  | 901                  | русские                      |

В январе 1919 года на территории волости образованы сельсоветы, число которых в 1923 году составляло 15 (Бимерский, Большедербышкинский, Высокогорский, Клетнёвский, Кульсеитовский, Киндерский, Маматовский, Мамонинский, Малодербышкинский, Собакинский, Старотуринский, Тимошкинский, Усадский, Шапшинский, Шушарский).
В 1926 году в состав волости входило 66 населённых пунктов, разделённых на 31 сельсовет.

## Религия, образование и экономика
На 1904 г. на территории волости находилось 3 церкви. В 10 земских школах обучались 327 мальчиков и 127 девочек; в 2 церковно-приходских школах обучались 56 мальчиков и 34 девочки.
В 1914 г. в 1655 дворах насчитывалось 1190 лошадей, 4540 овец, 5 коз, 890 свиней и 1811 голов рогатого скота; за крестьянами числилось 13237 десятин удобной земли.
В 1908 г. открывается Тимошкинское кредитное товарищество; на 1913 год в нём состояло 1645 человек.

## Транспорт
Через волость проходил Казанско-Пермский почтовый тракт; в Собакино находились почтовая станция и почтово-телеграфное отделение. В 1919 г. был построен участок Казанбургской железной дороги со станциями Дербышки и Высокая Гора.

## Люди, связанные с волостью
- Авдеев, Иван Егорович (1925—2004).
- Краснов, Виктор Васильевич (1928—2004) — советский тренер по боксу.
- Липатов, Николай Дмитриевич (1916—1944).